# Aerofex
Aerofex est une société américaine d'ingénierie basée à Manhattan Beach, en Californie.
Spécialisée dans les prototypes volants, elle a annoncé en août 2012 son Aero-X, une moto volante biplace avec des performances jusqu'ici inégalées (capable de s'élever à trois mètres de hauteur et d'atteindre les 72 km/h).